# يحيى بن أبي زيد العلوي
النقيب أبو جعفر يحيى ابن الشريف النقيب أبي طالب محمد بن أبي زيد العلوي، الحسني، البصري، الشاعر. سمع من أبيه وحدّث، وعاش بضعًا وستين سنة، وكان ذا معرفةٍ بالنسب، والأدب، وأيام العرب، وله شعر رائق، توفي في سنة 613 للهجرة.
وصفه تلميذه ابن أبي الحديد فقال: كان النقيب أبو جعفر رحمه الله غزيرَ العلم، صحيحَ العقل، منصفًا في الجدال، غيرَ متعصب للمذهب، -وإن كان علويًّا- وكان يعترف بفضائل الصحابة، ويثني على الشيخين ويقول: إنّهما مهّدا دين الإسلام، وأرسيا قواعده..
وذكره ابن الأثير الجزري في البداية والنهاية فقال: نقيب الطالبيين بالبصرة بعد أبيه، كان شيخًا أديبًا فاضلاً عالمًا بفنون كثيرة لا سيما علم الأنساب وأيام العرب وأشعارها، يحفظ كثيرًا منها، وكان من جلساء الخليفة الناصر لدين الله . وكان قد ترك منصب النقابة في البصرة لابنه وانتقل للعيش في بغداد .

### كتب
- شرح نهج البلاغة. ابن ابي الحديد
- تاريخ الإسلام ووفيات المشاهير والأعلام . شمس الدين الذهبي
- البداية والنهاية . ابن كثير
- التكملة لوفيات النقلة - عبد العظيم المنذري - تحقيق الدكتور بشار بن عواد معروف - طبعة النجف 1968م.